# جبل الرحمه

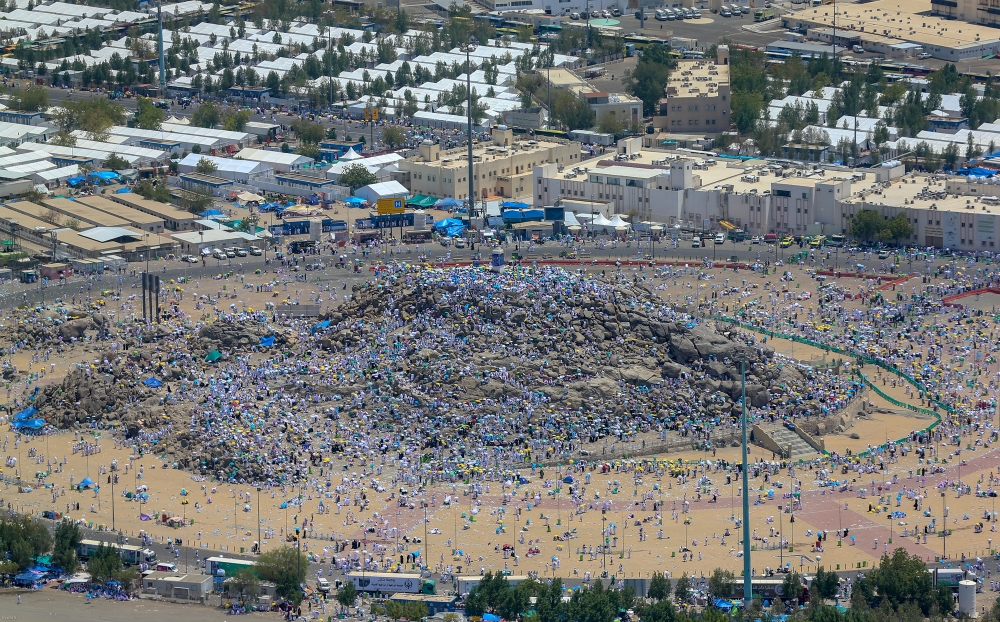
زائران بر بالای جبل الرحمه

جبل الرحمه که به فارسی کوه رحمت معنا می‌دهد، کوهی است در شمال شرقی منطقه عرفات عربستان سعودی که حجاج بیت‌الله الحرام در مراسم حج، از آن بالا رفته و بر فراز آن دعا می‌خوانند. فاصله این کوه از مکه ۲۲ کیلومتر و از منی ۱۰ کیلومتر است. در نزدیکی آن یکی از مهمترین اعمال حج مسلمانان به نام وقوف در عرفات انجام می‌پذیرد. ارتفاع این کوه ۳۰ متر است که باعث تمایزش از باقی کوه‌های بلند منطقه شده. بر بالای این کوه، ستونی چهار متری وجود دارد که در دروان حج، با قرار گرفتن چراغی روی آن، راهنمای حاجیان برای مسیریابی استفاده می‌شده است.

## نامگذاری
نام‌های متعددی برای این کوه یاد شده است، از جمله: عرفه، جبل عرفه، جبل عرفات و جبل الرحمه که معروفترین نام‌های آن است. نام‌های دیگری چون «قُرَین»، «نابت» و «الال» نیز در برخی کتب تاریخی برای این کوه یاد شده‌است. این کوه در قرآن به نام عرفات اشاره شده است، در آیه ۱۹۸ سوره بقره آمده است: «لَیْسَ عَلَیْکُمْ جُنَاحٌ أَن تَبْتَغُواْ فَضْلاً مِّن رَّبِّکُمْ فَإِذَا أَفَضْتُم مِّنْ عَرَفَاتٍ فَاذْکُرُواْ اللّهَ عِندَ الْمَشْعَرِ الْحَرَامِ وَاذْکُرُوهُ کَمَا هَدَاکُمْ وَإِن کُنتُم مِّن قَبْلِهِ لَمِنَ الضَّآلِّینَ».
در پایین این کوه، مسجدی به نام مسجد الصخرات ساخته شده بود که اکنون از آن اثری وجود ندارد. برخی از سفرنامه‌ها از وجود مسجدی بر فراز این کوه به نام مسجد ام سلمه گزارش‌هایی نقل کرده‌اند. این مسجد که مربوط به سده ششم بوده است، بعدها در سال ۱۰۷۳ سنگفرش شده است. خانه‌ای قدیمی نیز در نزدیکی کوه وجود دارد که به خانه آدم مشهور است. زبیده همسر هارون رشید، اقداماتی جهت رساندن آب به نزدیکی این کوه را فراهم کرد. جمال الدین برای آسودگی زوار، پله‌هایی را جهت صعود در کوه ساخت و سرور بن مساعد، در کنار این کوه قصری را بنا کرد.

## تاریخ
این کوه، به واسطه قرار گرفتن در مسیر حج حاجیان مسلمان، محل وقوع حوادث فراوانی بوده است؛ از جمله آنها، دعای حسین بن علی در کنار این کوه که به دعای عرفه مشهور شده است. همچنین محمد، خطبه معروف حجةالوداع را در پایین این کوه قرائت کرده است.

## در فقه اسلامی
شیعه و سنی، صعود به بالای کوه را در ایام وقوف، مکروه می‌دانند و حتی برخی به حرام بودنش نظر داده‌اند. اما وقوف در کنار کوه و دامنه آن، مستحب شمرده شده است.

## نگارخانه

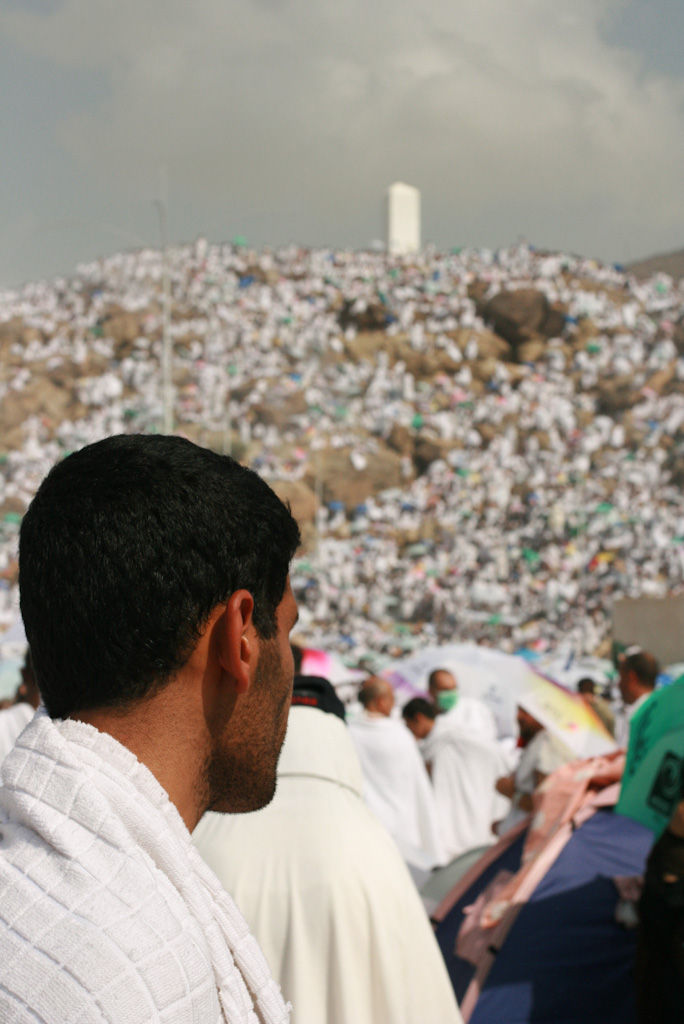
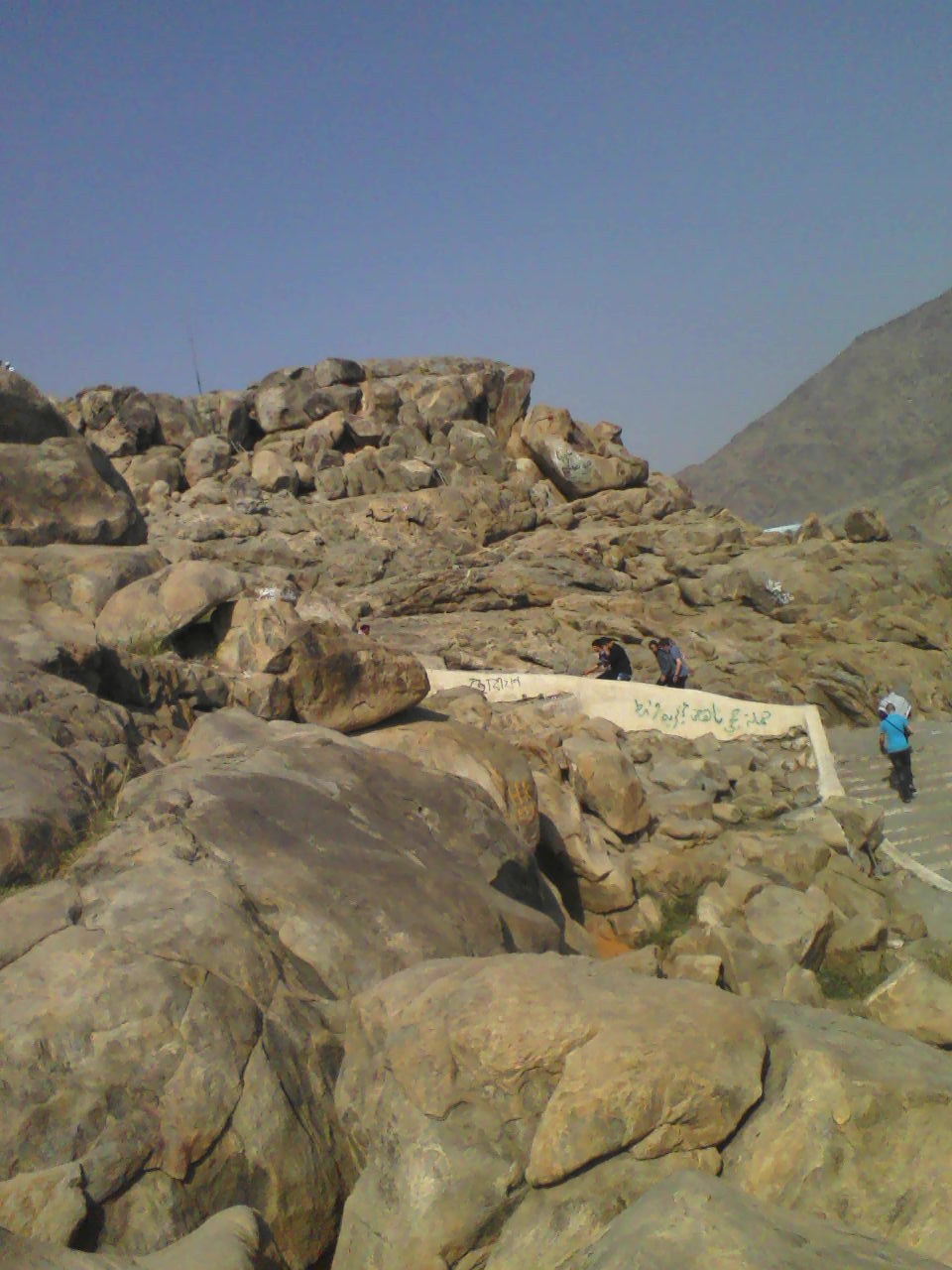
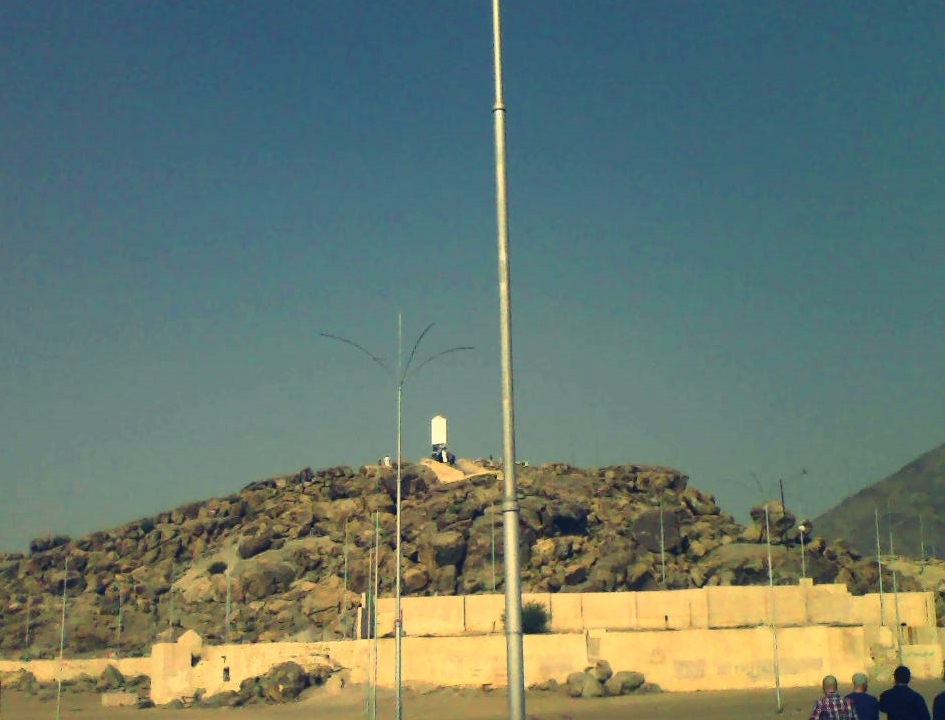
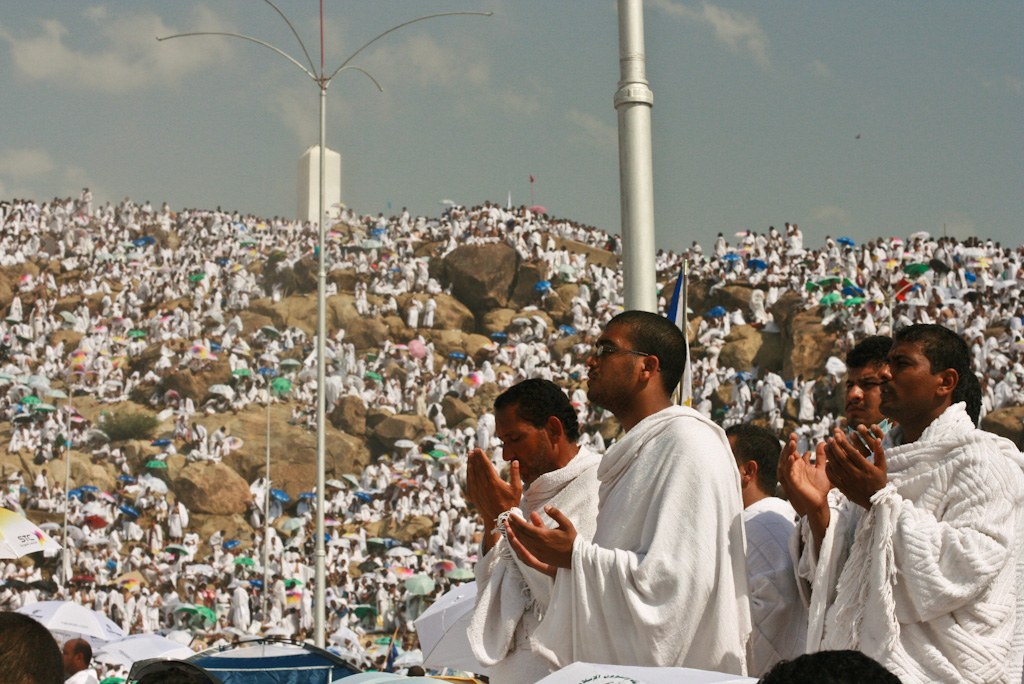
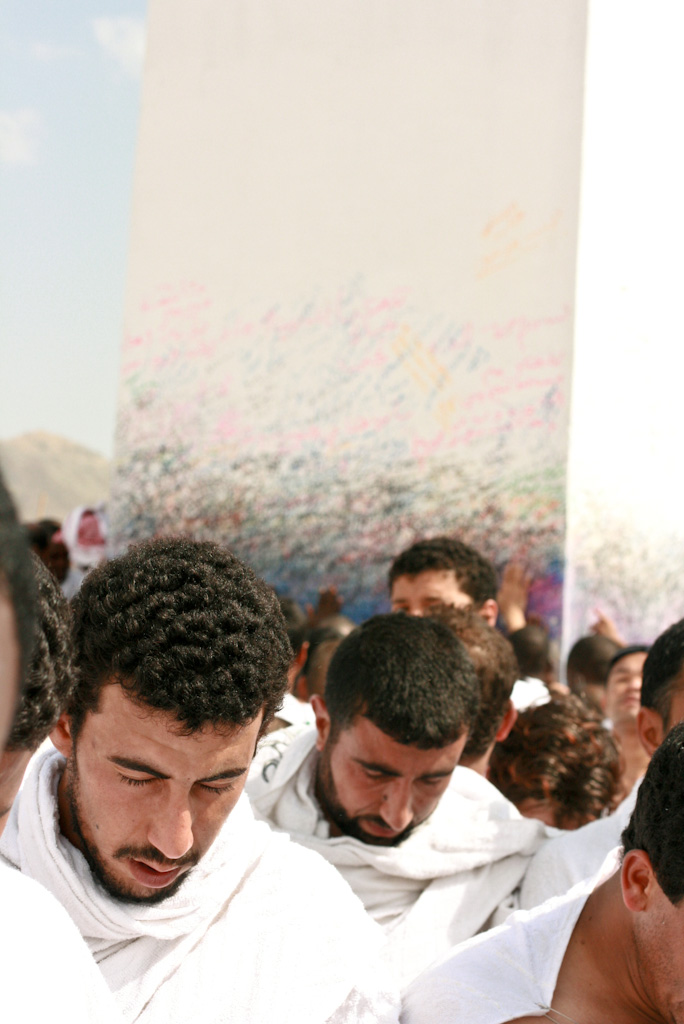
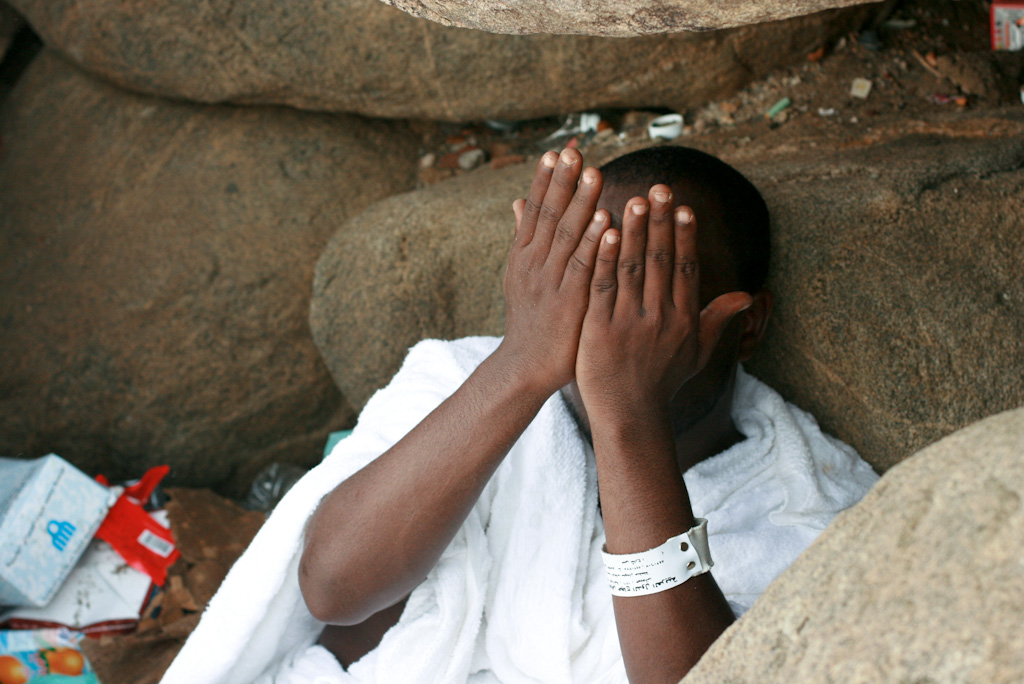
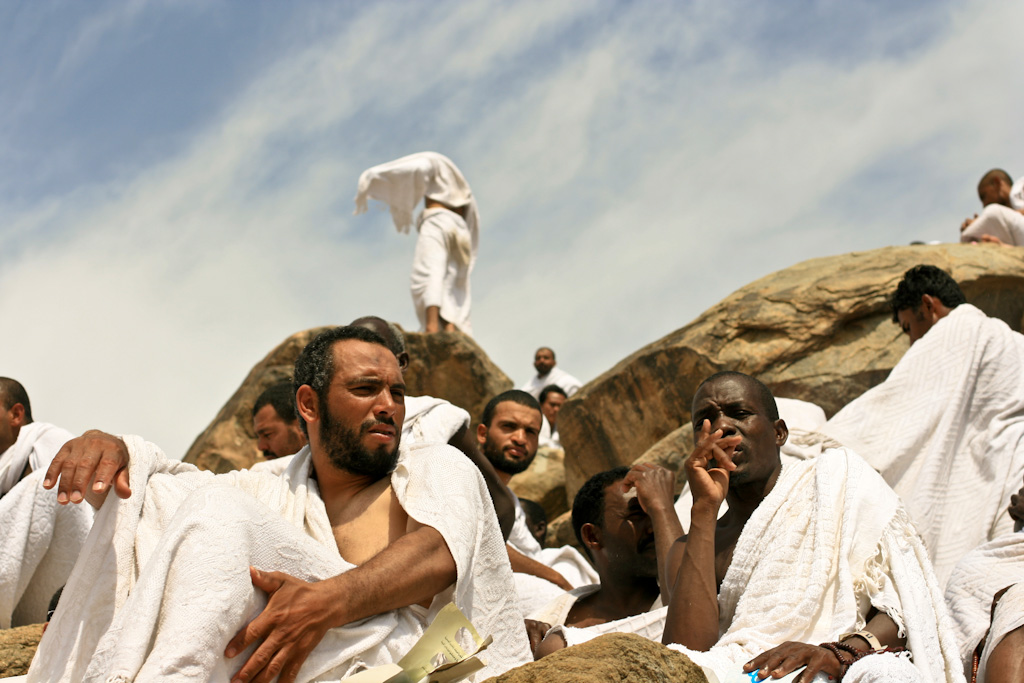
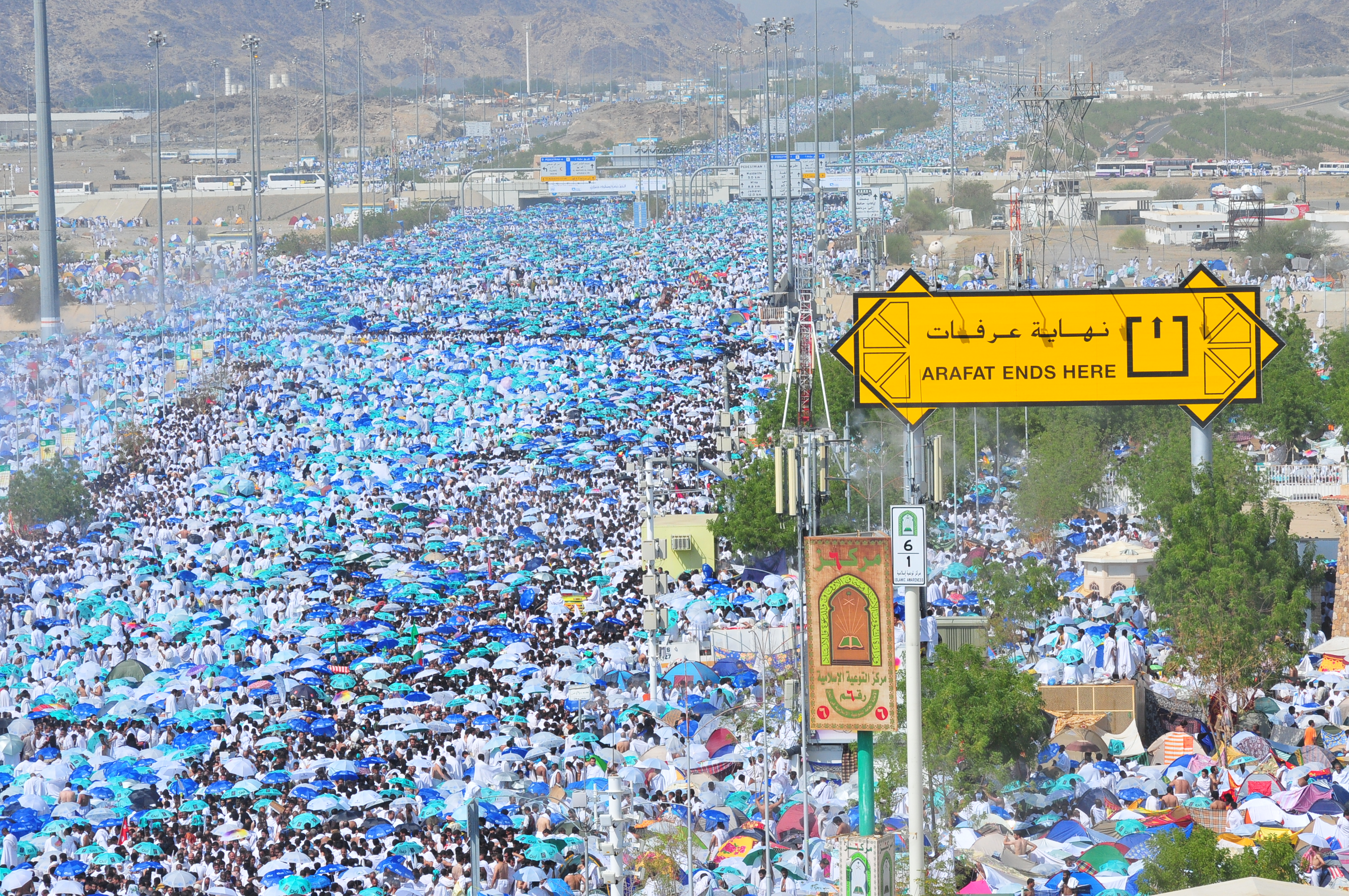
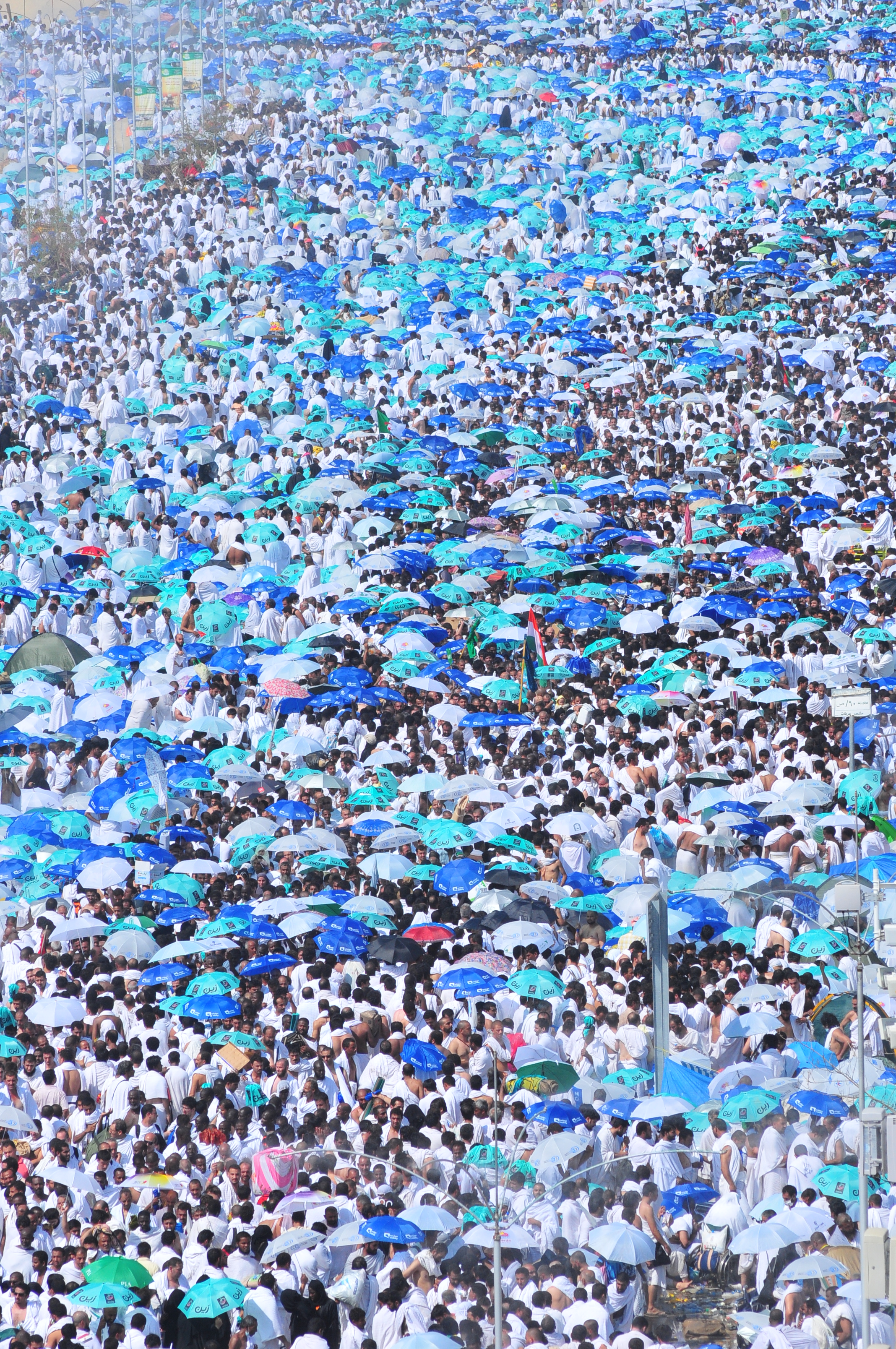
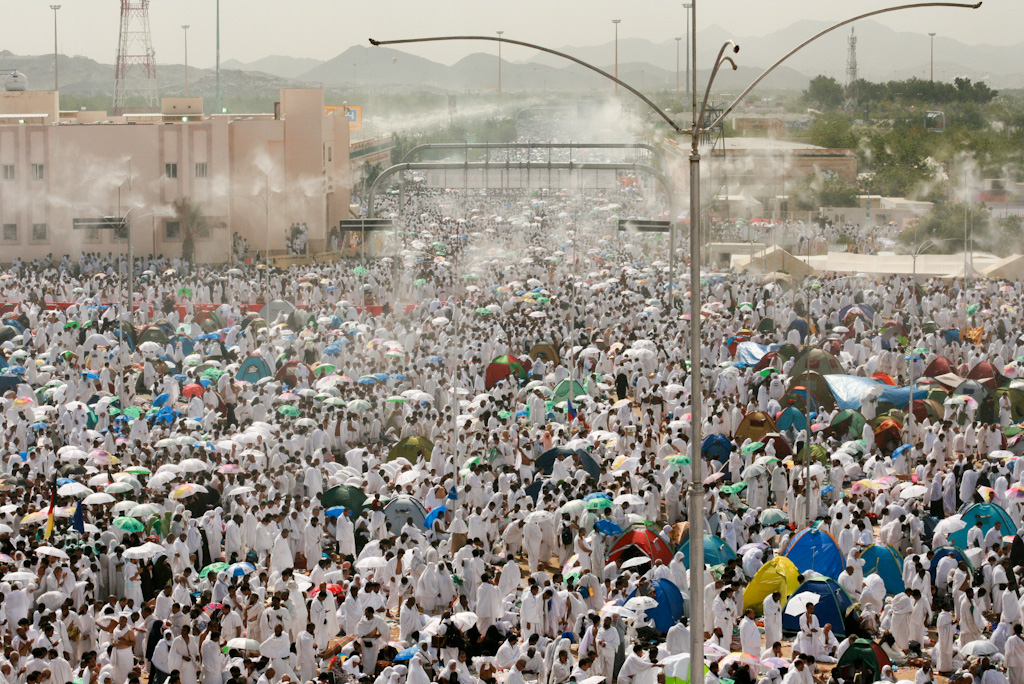
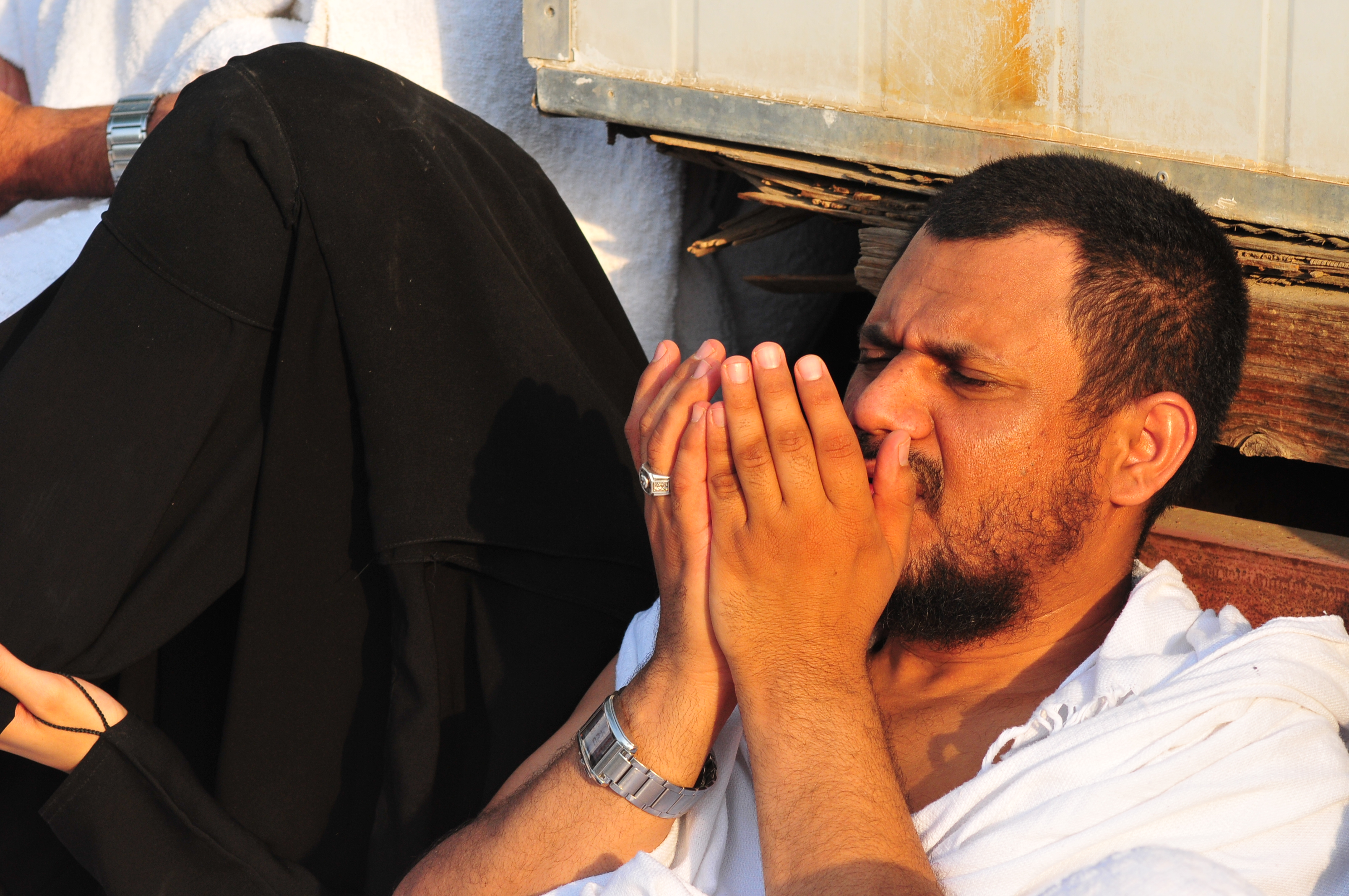
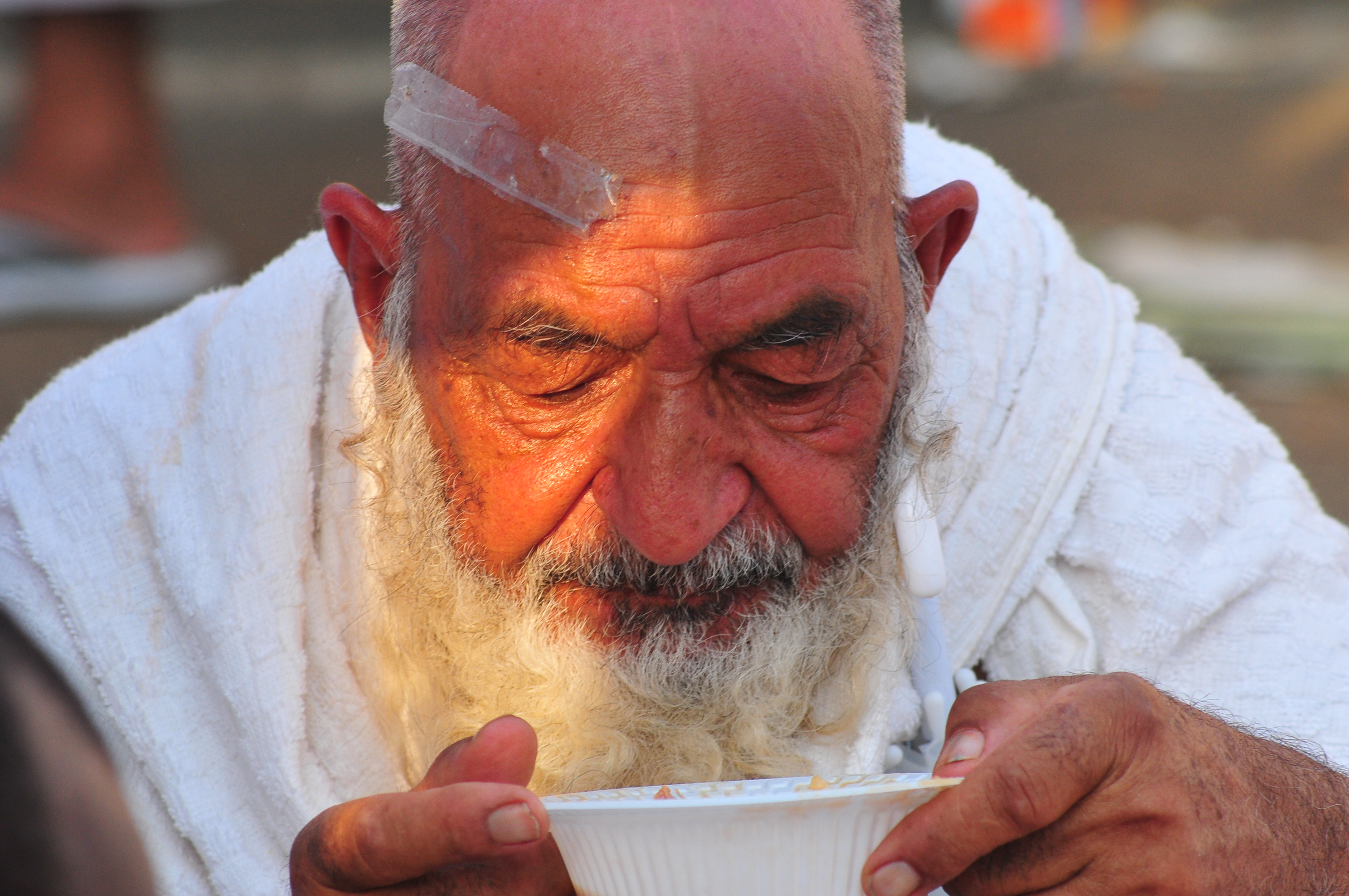
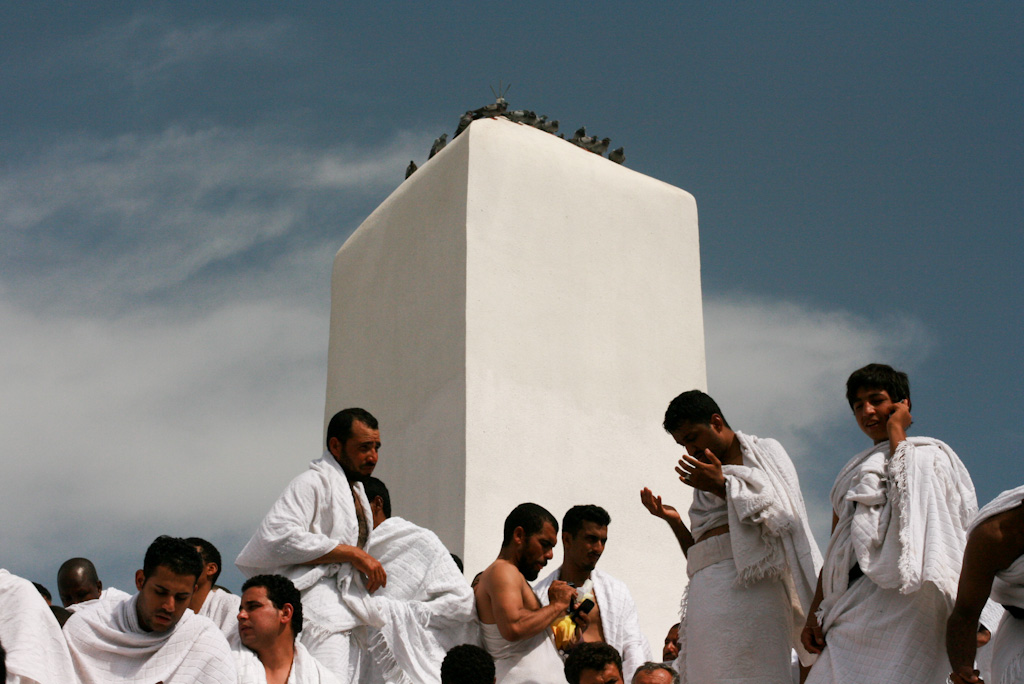
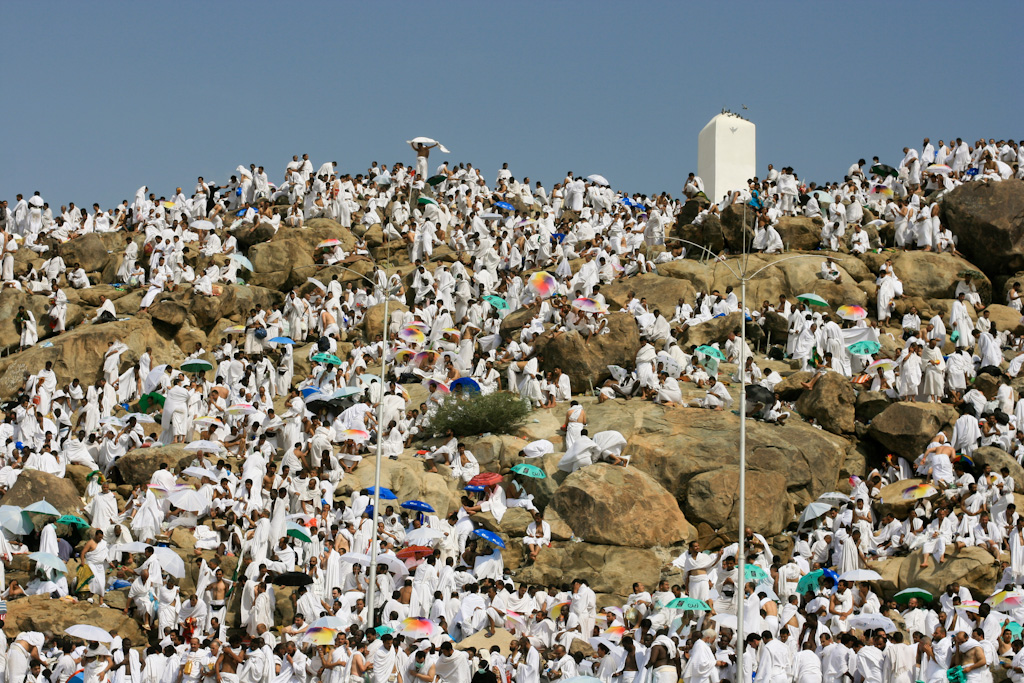
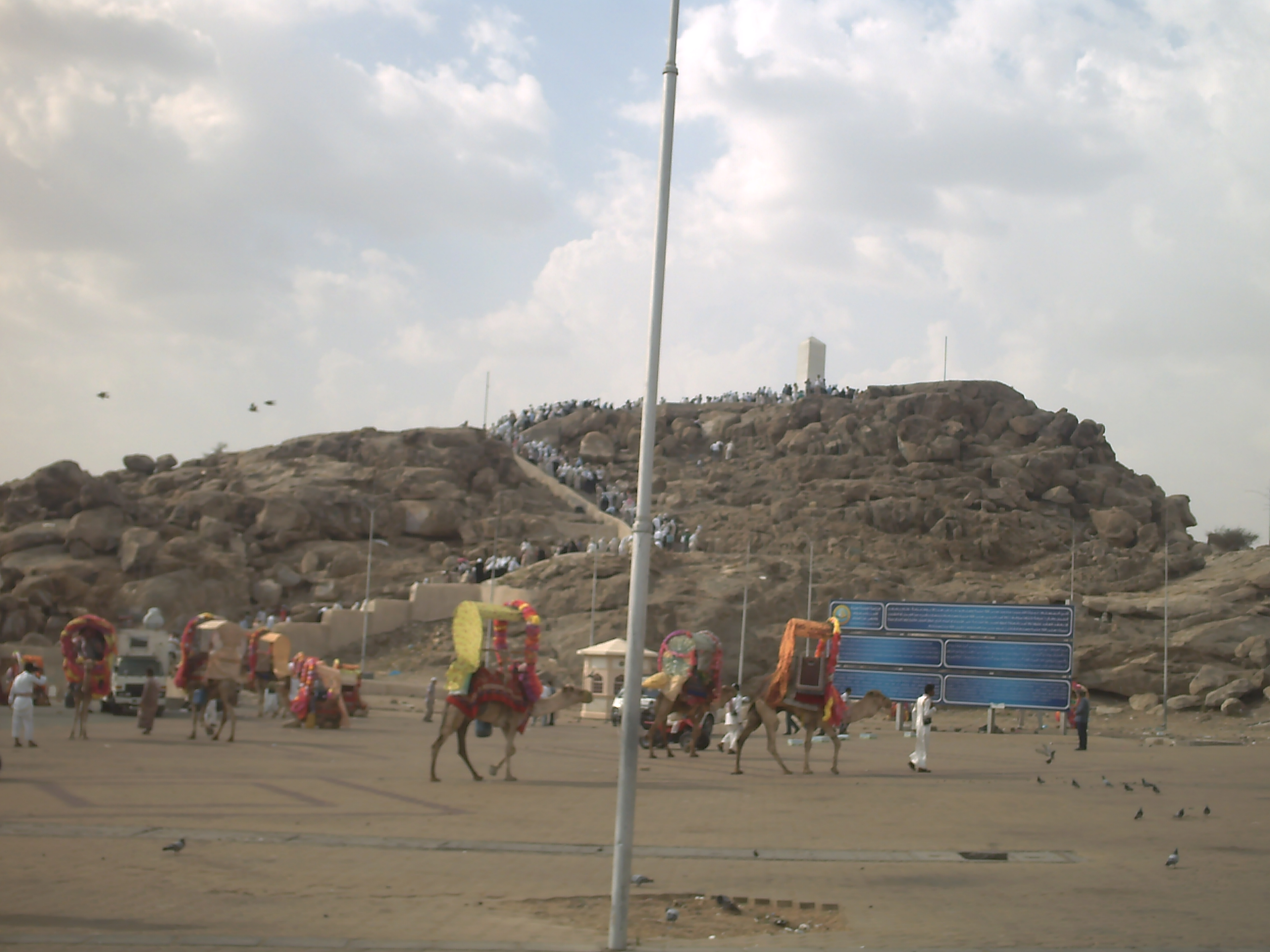
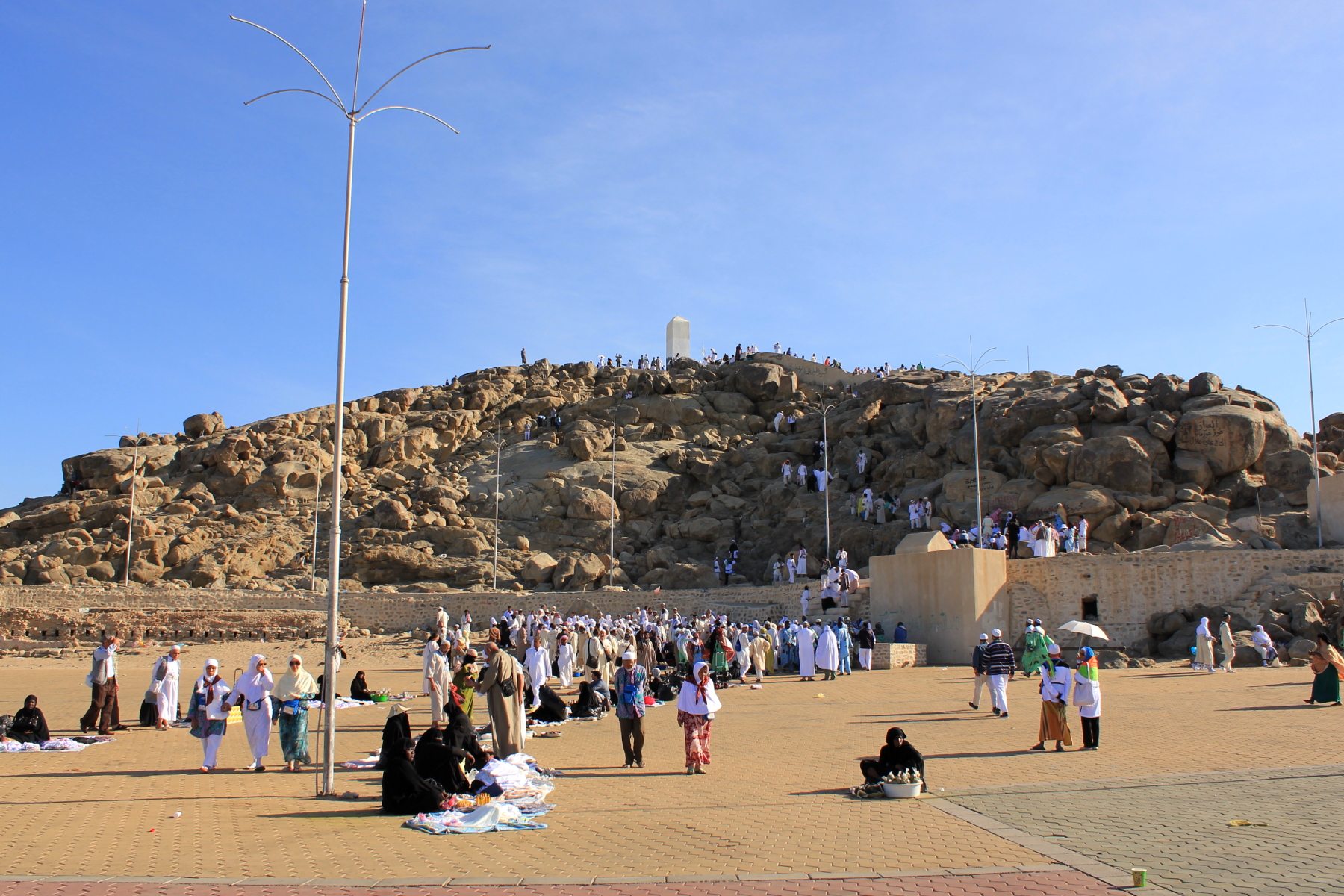
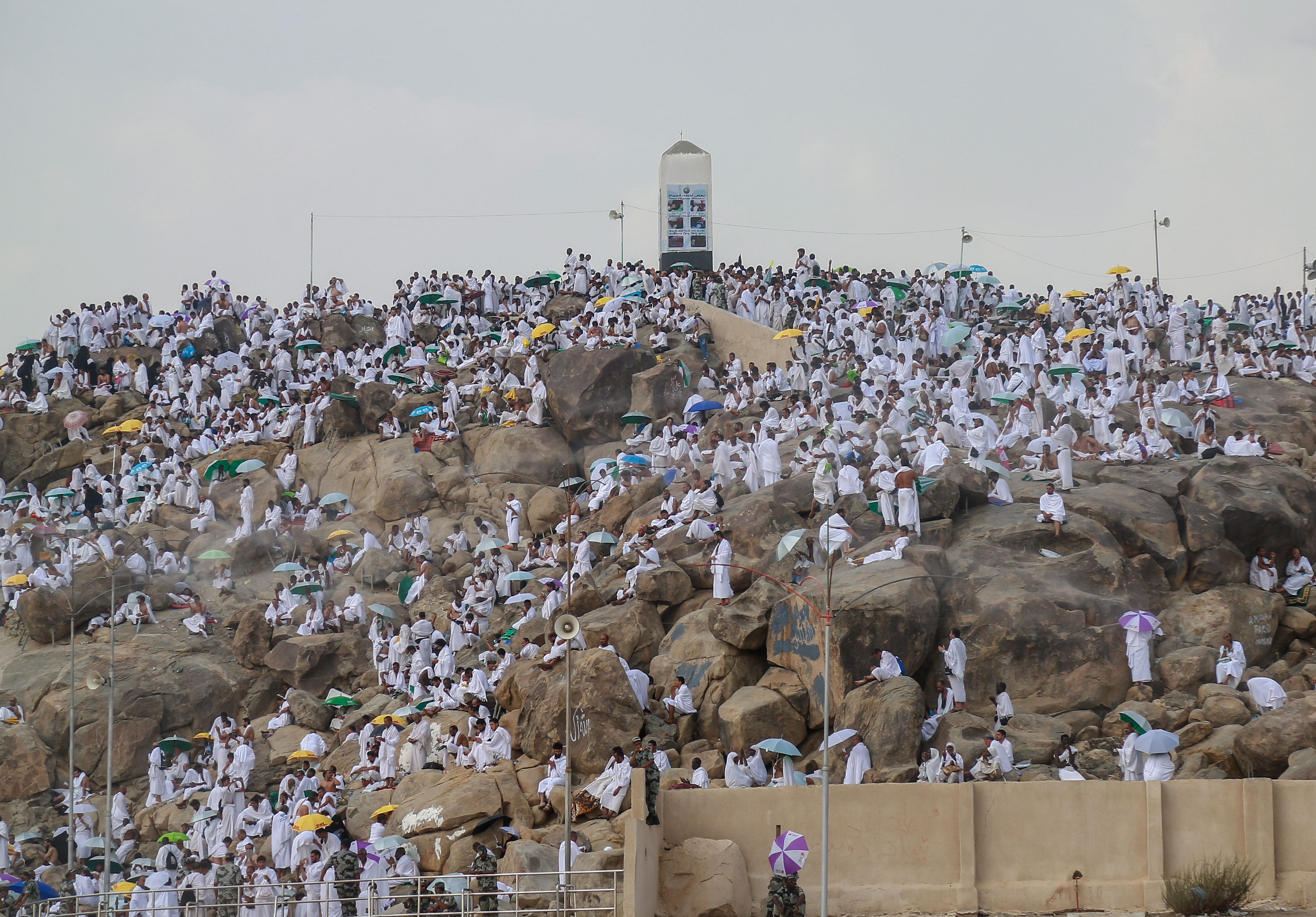

## همچنین ببینید
- بقیع
- کوه احد
- مسجد قبا
- مسجد ذوقبلتین
- رمضان در اسلام
- زکات فطره
- روزه در اسلام
- افطار
- عید فطر
- فروع دین
- تعطیلات اسلامی
- روز عرفه
- رویداد مباهله
- فانوس رمضان
- معراج
- میلاد پیامبر
- نیمه شعبان
- چله روزه
- جمعة الوداع
- رمضان (ماه)
- رمضان در ایران
- آریایی
- شب احیا
- مجادله جنگ علیه اسلام
- ابن صوفی
- المجدی
- مکاشفه (مذهب)
- ابن عنبه
- صلوات
- کعبه
- کوه صفا و مروه
- جبل النور
- سرزمین منا